# Pluralismo de valores
En ética, el pluralismo de valores (también conocido como pluralismo ético o pluralismo moral) consiste en la idea de que ciertos valores pueden ser igualmente correctos y fundamentales, aun estando en conflicto unos con otros. Además, el pluralismo de valores postula que en muchos casos, tales valores incompatibles podrían ser inconmensurables (incomparables) en el sentido de que no hay un orden objetivo de estos en términos de importancia. El pluralismo de valores es opuesto al monismo de valores.
El pluralismo de valores es una teoría metaética, más que una ética normativa, o un conjunto de valores en sí mismo. Al filósofo e historiador de Oxford Isaiah Berlin se le atribuye ser el primero en popularizar una obra sustancial que describía la teoría del pluralismo de valores objetivos, llamando la atención del mundo académico. La idea relacionada de que los valores fundamentales pueden y, en algunos casos, entran en conflicto entre sí es prominente en el pensamiento de Max Weber, capturado en su noción de “politeísmo”. 

## Contexto
El pluralismo de valores supone una alternativa al relativismo y el absolutismo moral (al que Isaiah Berlin llamaba monismo) Un ejemplo de esto es la concepción de que la vida moral de una monja es incompatible con la de una madre, pero no existe un cálculo absolutamente racional para establecer cual es preferible. Por este motivo, las decisiones morales exigen frecuentemente preferencias radicales y no racionales para determinar qué opción escoger.

El pluralismo difiere del relativismo en que establece límites para las diferencias, como en el caso de violar las necesidades básicas de los seres humanos.[cita requerida]

## Partidarios
Isaiah Berlin sugiere que James Fitzjames Stephen, y no él mismo, es quien primero desarrolló el pluralismo de valores. Stephen observó: 
Hay innumerables diferencias que obviamente añaden interés a la vida, y sin las cuales la vida sería insoportablemente aburrida. Hay diferencias que no pueden no aceptarse ni aceptarse sin que se genere un conflicto, pero este conflicto se da más bien entre formas inconsistentes de lo bueno que entre lo bueno y lo malo. En casos de esta clase, nadie debería ver una oportunidad para nada más que una buena y calmada prueba de fuerza y habilidad, exceptuando a esos fanáticos de mente cerrada cuyas mentes son incapaces de defender más de una idea al mismo tiempo, o tener gusto por más de una cosa. No hay muestra más evidente de un pobre, despreciable, cobarde carácter que la incapacidad para conducir disputas de este tipo con justicia, temperamento, humanidad, buena voluntad con los antagonistas, y una determinación para aceptar una justa derrota y aceptar lo mejor de ella.   

William James, influenciado por Fitzjames Stephen, respaldó el pluralismo de valores en un ensayo sobre "El filósofo moral y la vida moral", el cual dio primero como una conferencia en 1891. Escribió que "de las medidas (bondadosas), que han sido propuestas de verdad, han provisto, sin importar cómo, una satisfacción general... Los ideales varios no tienen ningún símbolo común aparte del hecho de que son ideales. Ningún principio abstracto puede ser tan usado como para ceder al filósofo algo como una escala casuística científicamente exacta y genuinamente útil."
Joseph Raz y muchos otros han trabajado a partir de esto clarificando y defendiendo el pluralismo de valores. Por ejemplo, el filósofo político William Galston, asesor político del Presidente Bill Clinton, ha defendido el pluralismo de valores de Berlin en libros como Liberal Pluralism
El psicólogo social Philip E. Tetlock también estudia y se identifica con el pluralismo de valores.

## Críticas
El filósofo Charles Blattberg , estudiante de Berlin, tiene avanzado en una importante crítica del pluralismo de valores de Berlin. Blattberg se centra en aplicar el pluralismo de valores a Marx, a la intelligentsia rusa, al judaísmo, a la primera aproximación política de Berlin, así como a la concepción de Berlin sobre la libertad, a la Ilustración versus la Contra-Ilustración, y a la historia.  
Otro crítico importante del pluralismo en el ámbito del valor en los últimos tiempos es Ronald Dworkin, el segundo académico legal americano más citado, quien intentó forjar una teoría liberal de la igualdad desde un punto de vista monista, refiriéndose al fracaso del pluralismo del valor para abordar adecuadamente el debate “Equality of what?”
Alan Brown sugiere que Berlín ignora el hecho de que los valores son de facto conmensurables en la medida en que son comparables debido a su variada contribución al bien humano.En cuanto a los fines de la libertad,igualdad,eficiencia y creatividad,etc.,Brown sostiene que ninguno de estos son fines en sí mismos sino que son valorados en función de sus consecuencias.Brown concluye que Berlín ha fallado en mostrar que el problema de la conflictividad de los valores sea irresoluble en principio.El democrático-pluralista Robert Talisse ha publicado múltiples artículos criticando el pluralismo de Isaiah Berlín,William Galston,Richard Flathman, and John Gray,alegando una lógica informal y contradicciones epistemológicas. 

## Lecturas
- Berlín, Isaiah (1991). The Crooked Timber of Humanity. London: Fontana Press. 1991. ISBN 0-00-686221-7. Londres: Fontana Prensa.
- Berlín, Isaiah (1969). Four Essays on Liberty. Oxford Oxfordshire: Oxford University Press. 1969. ISBN 0-19-500272-5. Oxford Oxfordshire:
- Blattberg, Charles (2000). From Pluralist to Patriotic Politics. Oxford: Oxford University Press. 2000. ISBN 0-19-829688-6. Oxford: Oxford Prensa universitaria.    Blattberg Recientemente ha criticado pluralistas de valor para tomar políticas "demasiado seriamente."
- Dworkin, Ronald (2000). Sovereign Virtue. Cambridge: Harvard University Press. 2000. ISBN 0-674-00219-9. Cambridge:
- James, William (1960). The Will to Believe. New York: Dover Publications. 1960. ISBN 0-486-20291-7. Nueva York:
- Raz, Joseph (2003). The Practice of Value. Oxford Oxfordshire: Oxford University Press. 2003. ISBN 0-19-926147-4. Oxford Oxfordshire: Oxford Prensa universitaria.
- Raz, Joseph (1986). The Morality of Freedom. Oxford: Clarendon Press. 1986. ISBN 0-19-824772-9. Oxford: